# Шлах Леха

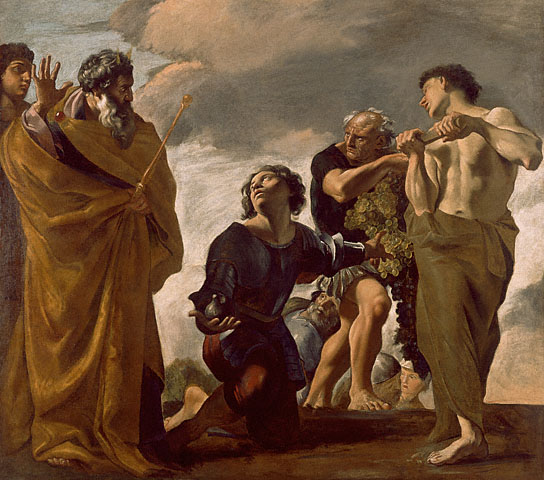
Моисей и вернувшиеся разведчики из Кнаана. Картина Джованни Ланфранко.

Шлах Леха (ивр. שְׁלַח-לְךָ‎) — одна из 54 недельных глав-отрывков, на которые разбит текст Пятикнижия (Хумаша). 37-й раздел Торы, 4-й раздел книги Чисел.

## Краткое содержание
Моше посылает в Землю Кнаан двенадцать лазутчиков. Сорок дней спустя они возвращаются, неся гигантскую виноградную гроздь, плоды граната и фиги как свидетельство изобилия и плодородности этой земли. Однако при этом десять разведчиков утверждают, что страна эта населена великанами, которых евреям никак не одолеть. И только двое разведчиков, Калев и Йеошуа, настаивают на том, что эта земля может с лёгкостью быть завоевана, как об этом повелел Бог. Расстроенный разведчиками народ рыдает, часть предполагает вернуться в Египет. Всевышний в гневе постановляет, что приход евреев в Святую Землю будет отсрочен на сорок лет, в течение которых всё поколение Исхода умрёт в пустыне.
Далее в главе даются законы о приношениях менахот, а также заповедь об отделении халы как подношения Богу при замесе теста. Человек, собиравший дрова в нарушение законов Шаббата, наказывается смертной казнью. Всевышний даёт заповедь прикреплять кисти (цицит) к углам четырёхугольной одежды как знак, напоминающий обо всех мицвах Торы.